# Fraisnes-en-Saintois
Fraisnes-en-Saintois település Franciaországban, Meurthe-et-Moselle megyében. Lakosainak száma 84 fő (2022. január 1.). Fraisnes-en-Saintois Courcelles, Forcelles-sous-Gugney, Gugney, Pulney, Blémerey, Boulaincourt, Frenelle-la-Grande és Frenelle-la-Petite községekkel határos.

## Népesség
A település népességének változása:
| Lakosok száma | 135  | 90   | 76   | 95   | 120  | 111  | 104  | 100  | 95   | 84   |
|               | 1968 | 1982 | 1990 | 2006 | 2013 | 2015 | 2017 | 2019 | 2020 | 2022 |